# Rodulfus Glaber
Rodulfus Glaber o Raül Glaber (985–1047) va ser un monjo i cronista francès del segle xi.

## Vida
Glaber va néixer el 985 a la Borgonya. A instàncies del seu oncle, monjo de Saint-Léger-de-Champeaux, Glaber va ser enviat a un monestir als dotze anys, però finalment va ser expulsat per desobediència. Va passar gran part de la seva vida passant d'un monestir a un altre.
Després va entrar a l'abadia de Moutiers-Saint-Jean a prop de Dijon, i cap a l'any 1010, es va unir a l'abadia de Sant Benigne. Allí va conèixer al clergue reformista del Piemont, l'abat Guillem de Volpiano. El 1028 va viatjar a Itàlia amb Volpiano, que el va animar a escriure el que es convertiria en la seva obra mestra, la Historiarum libri quinque ab anno incarnationis DCCCC usque ad ann MXLIV ("Història en cinc llibres des del 900 dC fins al 1044 dC"). La crònica estava dedicada a l'abat de Cluny, Odiló. Avui resten alguns manuscrits de la Historiarum, inclosa la còpia original de l'autor.
Com a segona obra, Rodulfus va escriure una biografia de Volpiano, que va sorgir probablement poc després de la seva mort el 1031. Aquell any, es va traslladar a l'Abadia de Sant Germà d'Auxerre. Quan va acabar l'obra, va retornar a Cluny on va morir el 1047.

## Obra
Glaber és més conegut per l'Historiarum, que es creu que va començar a escriure durant la seva etapa a l'Abadia de Cluny cap al 1026 i va completar-la a l'Abadia de Sant Germà d'Auxerre un temps després. Inicialment destinada a ser una història eclesiàstica, Glaber se centra en els esdeveniments al centre de França, però també parla de llocs més llunyans com Escòcia o el sud d'Itàlia.
Els escrits de Glaber sovint simpatitzaven amb els defensors de la reforma de l'església d'aquesta època, inclosos Enric II, Enric III i Robert II de França, mentre que criticaven altres com Conrad II i el papa Benet IX. Com a font d'esdeveniments, l'obra té un valor limitat per la seva insuficiència cronològica i geogràfica, però és significativa com a document d'història cultural per a la moral i els costums del segle xi.
També va escriure una hagiografia de Guillem de Volpiano, la Vita Sancti Guillelmi Abbatis Divionensis.
Grans extractes de les seves obres són citats i tractats a l'any 1000 de l'autor francès Georges Duby. Historiarum es va publicar per primera vegada el 1596 a partir d'un manuscrit propietat de Pierre Pithou, com a part d'una col·lecció d'onze cròniques medievals